# Thorelliola mahunkai
Thorelliola mahunkai är en spindelart som beskrevs av Szüts 2002. Thorelliola mahunkai ingår i släktet Thorelliola och familjen hoppspindlar. Inga underarter finns listade i Catalogue of Life.